# Azzurra Volley San Casciano 2017-2018
Questa voce raccoglie le informazioni riguardanti l'Azzurra Volley San Casciano nelle competizioni ufficiali della stagione 2017-2018.

## Stagione
Nella stagione 2017-18 l'Azzurra Volley San Casciano assume la denominazione sponsorizzata de Il Bisonte Firenze.
Partecipa per la quarta volta alla Serie A1; chiude la regular season di campionato all'ottavo posto in classifica, qualificandosi per i play-off scudetto: viene eliminato durante i quarti di finale dall'AGIL.
Grazie all'ottavo posto al termine del girone di andata del campionato, il San Casciano si qualifica per la Coppa Italia, eliminato nei quarti di finale dall'Imoco.

## Organigramma societario
Area direttiva
- Presidente: Elio Sità

Area tecnica
- Allenatore: Marco Bracci (fino al 7 gennaio 2018), Giovanni Caprara (dal 9 gennaio 2018)
- Allenatore in seconda: Marcello Cervellin
- Scout man: Lorenzo Librio

Area sanitaria
- Medico: Jacopo Giuliattini
- Fisioterapista: Michele Savarese
- Preparatore atletico: Andrea Falsetti

## Rosa
| N° | Nome                  | Ruolo | Data di nascita  | Nazionalità sportiva |
| -- | --------------------- | ----- | ---------------- | -------------------- |
| 1  | Indre Sorokaite       | O     | 2 luglio 1988    | Italia               |
| 2  | Sara Alberti          | C     | 3 gennaio 1993   | Italia               |
| 3  | Marta Bechis          | P     | 4 settembre 1989 | Italia               |
| 5  | Francesca Bonciani    | P     | 25 maggio 1992   | Italia               |
| 7  | Hannah Tapp           | C     | 21 giugno 1995   | Stati Uniti          |
| 8  | Daly Santana          | S     | 19 febbraio 1995 | Porto Rico           |
| 9  | Chiara Di Iulio       | S     | 5 maggio 1985    | Italia               |
| 10 | Beatrice Parrocchiale | L     | 26 dicembre 1995 | Italia               |
| 11 | Chiaka Ogbogu         | C     | 15 aprile 1995   | Stati Uniti          |
| 12 | Giulia Pietrelli      | S     | 27 agosto 1988   | Italia               |
| 14 | Ivana Miloš           | C     | 7 marzo 1986     | Croazia              |
| 16 | Valentina Tirozzi     | S     | 26 marzo 1986    | Italia               |
| 18 | Laura Dijkema         | P     | 18 febbraio 1990 | Paesi Bassi          |

## Mercato
| Acquisti | Acquisti          | Acquisti       | Acquisti   |
| R.       | Nome              | da             | Modalità   |
| -------- | ----------------- | -------------- | ---------- |
| C        | Sara Alberti      | AGIL           | definitivo |
| S        | Chiara Di Iulio   | -              | definitivo |
| P        | Laura Dijkema     | -              | definitivo |
| C        | Ivana Miloš       | Bursa BB       | definitivo |
| C        | Chiaka Ogbogu     | Texas          | definitivo |
| S        | Daly Santana      | ASPTT Mulhouse | definitivo |
| C        | Hannah Tapp       | Schweriner     | definitivo |
| S        | Valentina Tirozzi | Casalmaggiore  | definitivo |

| Cessioni | Cessioni             | Cessioni              | Cessioni   |
| R.       | Nome                 | a                     | Modalità   |
| -------- | -------------------- | --------------------- | ---------- |
| P        | Marta Bechis         | Imoco                 | definitivo |
| O        | Natalia Brussa       | -                     | ritirata   |
| C        | Raffaella Calloni    | River                 | definitivo |
| S        | Stephanie Enright    | Criollas de Caguas    | definitivo |
| C        | Laura Melandri       | Imoco                 | definitivo |
| L        | Maria Chiara Norgini | Millenium Brescia     | definitivo |
| S        | Odina Əliyeva        | Seramiksan            | definitivo |
| C        | Vittoria Repice      | Wealth Planet Perugia | definitivo |

## Risultati

### Serie A1

#### Girone di andata
| 1ª giornata - 15 ottobre 2017 Nelson Mandela Forum, Firenze   | San Casciano | 3 - 1 | Pro Victoria    | 25-23, 21-25, 25-23, 25-23        |
| 2ª giornata - 25 ottobre 2017 PalaVerde, Villorba             | Imoco        | 3 - 1 | San Casciano    | 20-25, 34-32, 25-21, 25-21        |
| 3ª giornata - 29 ottobre 2017 Nelson Mandela Forum, Firenze   | San Casciano | 0 - 3 | AGIL            | 14-25, 23-25, 13-25               |
| 4ª giornata - 5 novembre 2017 Nelson Mandela Forum, Firenze   | San Casciano | 0 - 3 | Savino Del Bene | 14-25, 16-25, 14-25               |
| 5ª giornata - 11 novembre 2017 PalaBorsani, Castellanza       | SAB          | 3 - 1 | San Casciano    | 25-20, 25-23, 17-25, 30-28        |
| 6ª giornata - 19 novembre 2017 Nelson Mandela Forum, Firenze  | San Casciano | 3 - 2 | Casalmaggiore   | 19-25, 25-27, 25-17, 25-22, 15-11 |
| 7ª giornata - 22 novembre 2017 PalaNorda, Bergamo             | Bergamo      | 3 - 2 | San Casciano    | 23-25, 27-25, 27-25, 19-25, 15-13 |
| 8ª giornata - 27 novembre 2017 Nelson Mandela Forum, Firenze  | San Casciano | 2 - 3 | Busto Arsizio   | 25-14, 16-25, 22-25, 25-23, 11-15 |
| 9ª giornata - 3 dicembre 2017 PalaPanini, Modena              | River        | 1 - 3 | San Casciano    | 21-25, 12-25, 25-19, 17-25        |
| 10ª giornata - 10 dicembre 2017 PalaCampanara, Pesaro         | Pesaro       | 3 - 2 | San Casciano    | 25-17, 25-23, 20-25, 19-25, 15-6  |
| 11ª giornata - 17 dicembre 2017 Nelson Mandela Forum, Firenze | San Casciano | 3 - 0 | Filottrano      | 25-18, 25-23, 25-21               |

#### Girone di ritorno
| 12ª giornata - 26 dicembre 2017 Palazzetto dello Sport, Monza    | Pro Victoria    | 3 - 0 | San Casciano | 25-20, 25-20, 25-15               |
| 13ª giornata - 7 gennaio 2018 Nelson Mandela Forum, Firenze      | San Casciano    | 1 - 3 | Imoco        | 25-22, 11-25, 23-25, 12-25        |
| 14ª giornata - 14 gennaio 2018 PalaTerdoppio, Novara             | AGIL            | 3 - 0 | San Casciano | 25-19, 25-16, 25-22               |
| 15ª giornata - 18 gennaio 2018 Palazzetto dello Sport, Scandicci | Savino Del Bene | 3 - 0 | San Casciano | 25-21, 25-23, 25-20               |
| 16ª giornata - 21 gennaio 2018 Nelson Mandela Forum, Firenze     | San Casciano    | 3 - 0 | SAB          | 25-19, 25-18, 25-22               |
| 17ª giornata - 27 gennaio 2018 PalaRadi, Casalmaggiore           | Casalmaggiore   | 3 - 1 | San Casciano | 25-22, 26-24, 16-25, 25-17        |
| 18ª giornata - 3 febbraio 2018 Nelson Mandela Forum, Firenze     | San Casciano    | 3 - 0 | Bergamo      | 29-27, 30-28, 26-24               |
| 19ª giornata - 11 febbraio 2018 PalaYamamay, Busto Arsizio       | Busto Arsizio   | 3 - 1 | San Casciano | 25-16, 25-22, 20-25, 25-18        |
| 20ª giornata - 25 febbraio 2018 Nelson Mandela Forum, Firenze    | San Casciano    | 3 - 0 | River        | 27-25, 25-18, 25-23               |
| 21ª giornata - 4 marzo 2018 Nelson Mandela Forum, Firenze        | San Casciano    | 3 - 0 | Pesaro       | 25-16, 25-18, 25-20               |
| 22ª giornata - 10 marzo 2018 PalaBaldinelli, Osimo               | Filottrano      | 3 - 2 | San Casciano | 25-18, 20-25, 28-30, 25-22, 15-13 |

#### Play-off scudetto
| Quarti di finale (gara 1) - 17 marzo 2018 PalaTerdoppio, Novara         | AGIL         | 3 - 1 | San Casciano | 25-20, 25-15, 24-26, 25-16 |
| Quarti di finale (gara 2) - 25 marzo 2018 Nelson Mandela Forum, Firenze | San Casciano | 1 - 3 | AGIL         | 25-17, 23-25, 22-25, 22-25 |

### Coppa Italia
| Quarti di finale (andata) - 20 dicembre 2017 Nelson Mandela Forum, Firenze | San Casciano | 0 - 3 | Imoco        | 20-25, 19-25, 17-25              |
| Quarti di finale (ritorno) - 30 dicembre 2017 PalaVerde, Villorba          | Imoco        | 2 - 3 | San Casciano | 27-29, 27-29, 26-24, 25-21, 8-15 |

## Statistiche

### Statistiche di squadra
| Competizione | Punti | In casa | In casa | In casa | In trasferta | In trasferta | In trasferta | Totale | Totale | Totale |
| Competizione | Punti | G       | V       | P       | G            | V            | P            | G      | V      | P      |
| ------------ | ----- | ------- | ------- | ------- | ------------ | ------------ | ------------ | ------ | ------ | ------ |
| Serie A1     | 27    | 12      | 7       | 5       | 12           | 1            | 11           | 24     | 8      | 16     |
| Coppa Italia | -     | 1       | 0       | 1       | 1            | 1            | 0            | 2      | 1      | 1      |
| Totale       | -     | 13      | 7       | 6       | 13           | 2            | 11           | 26     | 9      | 17     |

G = partite giocate; V = partite vinte; P = partite perse

### Statistiche dei giocatori
| Giocatore       | Serie A1 | Serie A1 | Serie A1 | Serie A1 | Serie A1 | Coppa Italia | Coppa Italia | Coppa Italia | Coppa Italia | Coppa Italia | Totale | Totale | Totale | Totale | Totale |
| Giocatore       | P        | PT       | AV       | MV       | BV       | P            | PT           | AV           | MV           | BV           | P      | PT     | AV     | MV     | BV     |
| --------------- | -------- | -------- | -------- | -------- | -------- | ------------ | ------------ | ------------ | ------------ | ------------ | ------ | ------ | ------ | ------ | ------ |
| S. Alberti      | 21       | 116      | 75       | 34       | 7        | 2            | 9            | 8            | 1            | 0            | 23     | 125    | 83     | 35     | 7      |
| M. Bechis       | 14       | 37       | 25       | 9        | 3        | 2            | 7            | 6            | 1            | 0            | 16     | 44     | 31     | 10     | 3      |
| F. Bonciani     | 20       | 0        | 0        | 0        | 0        | 2            | 0            | 0            | 0            | 0            | 22     | 0      | 0      | 0      | 0      |
| C. Di Iulio     | 11       | 21       | 18       | 3        | 0        | 2            | 8            | 7            | 1            | 0            | 13     | 29     | 25     | 4      | 0      |
| L. Dijkema      | 10       | 19       | 12       | 2        | 5        | -            | -            | -            | -            | -            | 10     | 19     | 12     | 2      | 5      |
| I. Miloš        | 22       | 99       | 66       | 29       | 4        | 2            | 17           | 13           | 3            | 1            | 24     | 116    | 79     | 32     | 5      |
| C. Ogbogu       | 9        | 83       | 57       | 24       | 2        | -            | -            | -            | -            | -            | 9      | 83     | 57     | 24     | 2      |
| B. Parrocchiale | 24       | 0        | 0        | 0        | 0        | 2            | 0            | 0            | 0            | 0            | 26     | 0      | 0      | 0      | 0      |
| G. Pietrelli    | 21       | 19       | 17       | 0        | 2        | 2            | 1            | 1            | 0            | 0            | 23     | 20     | 18     | 0      | 2      |
| D. Santana      | 23       | 284      | 249      | 16       | 19       | 2            | 19           | 19           | 0            | 0            | 25     | 303    | 268    | 16     | 19     |
| I. Sorokaite    | 24       | 377      | 318      | 29       | 30       | 2            | 36           | 32           | 4            | 0            | 26     | 413    | 350    | 33     | 30     |
| H. Tapp         | 12       | 120      | 84       | 29       | 7        | 2            | 16           | 11           | 4            | 1            | 14     | 136    | 95     | 33     | 8      |
| V. Tirozzi      | 24       | 322      | 274      | 17       | 31       | 2            | 19           | 17           | 1            | 1            | 26     | 341    | 291    | 18     | 32     |

P = presenze; PT = punti totali; AV = attacchi vincenti; MV = muri vincenti; BV = battute vincenti